# Cricula bornea
Cricula bornea är en fjärilsart som beskrevs av Watson 1913. Cricula bornea ingår i släktet Cricula och familjen påfågelsspinnare. Inga underarter finns listade i Catalogue of Life.